# Solomon John
Solomon John (* 8. srpna 2001) je nigerijský fotbalista, který hraje jako levé křídlo, pravé křídlo nebo levý záložník za Mladou Boleslav.

## Klubová kariéra
Začal hrát za nigerijské Beyond Limits, z klubu přestoupil do Remo Stars. Ze Stars pokračoval do Portugalska, kde hrál za Feirense, ze kterého byl na hostování v Leçe. Jako volný hráč přestoupil do Vlašimi. Od roku 2023 hraje za Mladou Boleslav.
Z evropských pohárů si s Boleslaví zahrál Konferenční ligu.